# Black Reign
| Оценки критиков               | Оценки критиков |
| Источник                      | Оценка          |
| ----------------------------- | --------------- |
| AllMusic                      | [ 1 ]           |
| Robert Christgau              | [ 2 ]           |
| Encyclopedia of Popular Music | [ 3 ]           |
| New Rolling Stone Album Guide | [ 4 ]           |
| Spin Alternative Record Guide | 7/10            |

Black Reign — третий студийный альбом американской хип-хоп исполнительницы Куин Латифы, выпущенный 16 ноября 1993 года на лейбле Motown. Он стал самым успешным её альбомом, достигнув 60-го места в Billboard 200, а также 15-го места в чарте Top R&B/Hip-Hop Albums. Альбом разошелся тиражом свыше 500 000 экземпляров в США, получив золотую сертификацию.

## Список композиций
1. «Black Hand Side» — 3:22
2. «Listen 2 Me» — 4:43
3. «I Can’t Understand» — 3:50
4. «Rough…» (featuring Treach, Heavy D & the Boyz and KRS-One) — 5:04
5. «4 The D.J.'s (Interlude)» — 1:38
6. «Bring tha Flavor» — 3:25
7. «Coochie Bang…» (featuring Treach) — 3:46
8. «Superstar» — 3:56
9. «No Work» — 2:51
10. «Just a Flow (Interlude)» — 1:30
11. «Just Another Day…» — 4:29
12. «U.N.I.T.Y.» — 4:11
13. «Weekend Love» (featuring Tony Rebel) — 4:09
14. «Mood Is Right» — 3:30
15. «Winki’s Theme» — 5:29

## Чарты
| Чарт (1993)                            | Высшая позиция |
| -------------------------------------- | -------------- |
| США (Billboard 200)                    | 60             |
| США (Billboard Top R&B/Hip-Hop Albums) | 15             |

## Сертификации и продажи
| Регион | Сертификация | Продажи  |
| --- | ------------ | -------- |
| США (RIAA) | Золотой      | 500 000^ |
| * Данные о продажах приведены только на основе сертификации. ^ Данные о тиражах приведены только на основе сертификации. |              |          |